# Frans Lowyck
François 'Frans' Lowyck (Brugge, 1 september 1894 - Brugge, 10 maart 1969) was een Belgisch voetballer. Hij speelde tijdens de jaren 10 en 20 als aanvaller voor Cercle Brugge.
Lowyck begon zijn voetbalcarrière bij de jeugd van Cercle, en speelde vanaf 1912/13 ook voor de eerste ploeg, waarvoor hij meteen een tiental keer scoorde. Dat seizoen stootte Cercle ook door tot de finale van de Beker van België, die echter werd verloren. Ook het volgende seizoen scoorde Lowyck vlot, maar daarna werden de competities vijf jaar onderbroken door de Eerste Wereldoorlog. Na de oorlog speelde hij nog zes seizoenen voor Cercle, tot 1925/26, maar kwam minder aan spelen toe. Later werd hij nog trainer van VG Oostende.